# Pulsarella clevei
Pulsarella clevei é uma espécie de gastrópode do gênero Pulsarella, pertencente a família Borsoniidae.